# Megachile phillipensis
Megachile phillipensis är en biart som beskrevs av Rayment 1935. Megachile phillipensis ingår i släktet tapetserarbin, och familjen buksamlarbin. Inga underarter finns listade i Catalogue of Life.